# Vincent Varinier
Vincent Varinier est un acteur, dramaturge et metteur en scène français.

## Biographie
Ayant reçu une formation de comédien durant les années 1990, Vincent Varinier connaît un début de carrière discret avec deux apparitions dans la série PJ entre 2007 et 2008.
En 2012, la pièce de théatre Tu penses qu'à ça !?, écrite et jouée par Varinier, est mise en scène par Laure Trégouët. Les représentations durent pendant trois ans. En 2015 paraît La Folle évasion, écrite par Varinier en collaboration avec Angélique Thomas,. La pièce est de nouveau jouée en 2016, au théâtre de la Gaîté-Montparnasse, avec Armelle dans le rôle principal.
Varinier fait ses débuts au cinéma dans Le Grand Bain en 2018 où il tient le rôle d'un policier municipal.
En 2019, Varinier joue dans la pièce Un Normand à Paris.
En avril 2020, après quelques apparitions discrètes, il occupe un rôle important dans l'épisode final de la première saison d'Astrid et Raphaëlle, sous les traits d'Esteban Acega. Il joue un serial killer, travaillant pour la police, qui sévit depuis une dizaine d'années sans être inquiété mais finissant par être démasqué par Astrid, heroïne autiste de la série. Comprenant qu'il est en danger, il la kidnappe, tuant au passage son tuteur, mais se fait abattre par Raphaëlle, policière et amie d'Astrid.

## Filmographie

### Cinéma
- 2018 : Le Grand Bain de Gilles Lellouche : un policier municipal

### Télévision

#### Séries télévisées
- 2007-2008 : PJ (deux épisodes : Patrons et Jugement dernier)
- 2020 : Astrid et Raphaëlle : Esteban Acega (trois épisodes)

#### Téléfilms
- 2007 : Les Cerfs-volants de Jérôme Cornuau
- 2010 : Clandestin d'Arnaud Bedouët

## Doublage

### Cinéma

#### Films
- 2023 : Zoé : Le Mariage (en) : ? (?)
- 2024 : Better Man : ? (?)

### Télévision

#### Séries télévisées
- 2024 : Ripley : ? (?) (mini-série)
- 2025 : Nous les menteurs : ? (?)

#### Séries d'animation
- 2025 : Léviathan (en) : le capitaine du Léviathan

## Théâtre
- 2004-2007 : Tout baigne !
- 2007-2008 : Curriculum vite fait !
- 2009-2011 : Conte de nerfs ou crise de fées ?
- 2011-2015 : La Souricière
- 2012-2015 : Tu penses vraiment qu'à ça !?
- 2013 : Les Copropriétaires
- 2014 : À Vies contraires
- 2015 : La Folle évasion
- 2017 : Un monde merveilleux
- 2016-2018 : La Folle évasion
- 2018 : Emmanuelle Bodin : Femme au bord de la crise de mère
- 2018 : Un petit jeu sans conséquence
- 2019 : Un Normand à Paris
- 2019-2020 : Un fil à la patte